# Símbolos nacionais da Bielorrússia

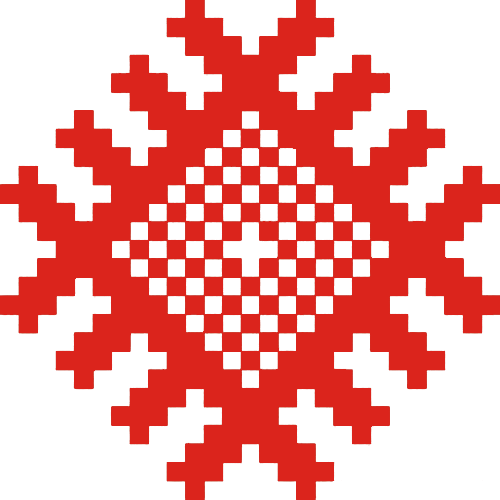
Ornamento bielorrusso

Após a declaração de independência da Bielorrússia da União Soviética, o país reviveu os símbolos nacionais que eram usados antes da era soviética. Eles incluíam uma bandeira branca-vermelha-branca e o brasão "Pagônia". Esses símbolos nacionais foram substituídos por símbolos modernizados da era soviética como resultado do referendo de 1995. Estes dois símbolos, juntamente com o hino nacional, são os símbolos nacionais constitucionalmente aprovados da Bielorrússia.

## Bandeira

Bandeira da Bielorrússia

A bandeira nacional está em uso desde 7 de junho de 1995, um mês após o referendo. A bandeira, juntamente com o brasão, foi significativamente alterada. Os principais elementos da bandeira são duas listras - vermelho e verde. Do lado esquerdo há uma faixa vertical com um ornamento. Esta bandeira é uma cópia da bandeira da RSS da Bielorrússia (1951), que foi usada durante a URSS. Na versão da era soviética, a foice e o martelo foram colocados no canto superior esquerdo, e as listras vermelhas na bandeira de hoje eram brancas e as listras brancas eram vermelhas. Alguns funcionários e agências usam variações ligeiramente diferentes da bandeira.
Apesar da substituição oficial da bandeira, os opositores do atual presidente do país, Alexander Lukashenko, usam a antiga bandeira branca-vermelha-branca. Como o nome indica, a bandeira tem três faixas horizontais - duas (inferior e superior) são pintadas de branco e a do meio é vermelha. Foi usado desde o colapso da URSS em 1991 até 7 de junho de 1995.
O artigo 19 da Constituição de 1994 da República da Bielorrússia lista os símbolos oficiais do país. A bandeira nacional também é definida pela lei pertinente, que também trata do uso da bandeira.

## Brasão

Brasão de Armas da Bielorrússia

Assim como a bandeira, o brasão foi escolhido em um referendo de 1995. Os elementos do brasão incluem listras com as flores da bandeira da Bielorrússia, contornos da fronteira da Bielorrússia, espigas de trigo e uma estrela vermelha. O nome do país está escrito em bielorrusso nas duas fitas inferiores. Uma variante deste brasão era o emblema oficial da RSS da Bielorrússia, criado por Ivan Dubasov em 1950. Na versão da era soviética, a foice e o martelo estavam no lugar das fronteiras da Bielorrússia e todas as listras eram vermelhas. À esquerda e à direita estava escrito o lema socialista "Proletários de todos os países, uni-vos!", escrito em bielorrusso e russo.
Desde o momento do colapso da URSS até 7 de junho de 1995, o brasão era "Pagônia". Sobre um fundo vermelho, um cavaleiro armado é representado em um cavalo branco (às vezes em prata), com uma espada desembainhada e um escudo. A cruz do patriarca é mostrada no escudo do cavaleiro. A variedade "Pagoni" é o brasão da Lituânia.
No centro do brasão está um contorno dourado das fronteiras da Bielorrússia sobreposto aos raios dourados do Sol nascendo acima do globo. No topo está uma estrela de cinco pontas.

## Hino
O único símbolo que nunca mudou durante toda a história da Bielorrússia independente é o hino nacional. Desde 1955, a canção "Nós, bielorrussos" é usada como o hino da RSS da Bielorrússia. O texto original foi escrito por Klimkovic. Após o colapso da URSS, o texto do hino foi removido e, até 2002, o hino consistia apenas em músicas escritas por Nestor Sokolovski. Em 2 de julho de 2002, Alexander Lukashenko aprovou o novo texto do hino nacional composto por Vladimir Karizni. Pretendia-se que fosse o hino da RSS da Bielorrússia. Lukashenko também emitiu diretrizes para a compilação do hino nacional. O motivo da preservação da música de Sokolovski foi o desejo de preservar as tradições históricas do país. Embora as referências a Lenin, ao PCUS e à ideia de fraternidade soviética tenham sido abandonadas, a ideia geral de "amizade dos povos" ainda permanece. De acordo com as informações do governo bielorrusso, após a adoção do hino nacional, o longo processo de adoção dos três símbolos nacionais da Bielorrússia foi concluído.

## Símbolos históricos

### Bandeira branca-vermelha-branca

Bandeira nacional histórica da Bielorrússia

Desde o início do século XX, o movimento de libertação nacional da Bielorrússia usa uma bandeira branca-vermelha-branca. Esta bandeira era um símbolo do Estado da República Popular da Bielorrússia desde 1918 e da República da Bielorrússia em 1991–1995. Acredita-se que a pessoa original por trás do desenho da bandeira tenha sido Klawdziy Duzh-Dushewski antes de 1917 e este desenho é conhecido em bielorrusso como byel-chyrvona-byely s'tsyah (Бел-чырвона-белы сьцяг, literalmente "bandeira branca-vermelha-branca"). Vermelho e branco têm sido tradicionalmente usados na heráldica do Estado do Grão-Ducado da Lituânia e da Comunidade polonesa-lituana. As cores também são baseadas nas do Brasão de Pahonia que era um brasão tradicional de terras bielorrussas e tinha um cavaleiro branco sobre fundo vermelho. Existem várias outras teorias que explicam a origem da bandeira. Uma teoria fala de uma alusão ao nome do país, Rutênia Branca.  Apesar de sua popularidade, a exibição pública da bandeira branca-vermelha-branca está sendo processada pelo governo de Alexander Lukashenko.

### Pahonia

Pahonia

Pahonia (bielorrusso: Пагоня, romanizado:  Pahonia) é o nome bielorrusso histórico para o brasão de armas do Grão-Ducado da Lituânia, que também foi usado pela República Popular da Bielorrússia como seu brasão oficial desde 1918 e o brasão de armas de a República da Bielorrússia em 1991–1995. Desde o início do século XX, a Pahonia é amplamente utilizada como símbolo do movimento de libertação nacional da Bielorrússia. Depois de 1995, é um dos símbolos da oposição democrática ao presidente Alexander Lukashenko. O símbolo ganhou popularidade adicional durante os protestos bielorrussos de 2020-2021. Pahonia está incluída na lista oficial de objetos do patrimônio cultural e histórico imaterial da Bielorrússia, no entanto, pessoas estão sendo perseguidas por sua exibição pública.

## Símbolos não oficiais
Além da bandeira, brasão e hino, a Bielorrússia possui vários símbolos não oficiais. A cruz de Santa Eufrosina, feita no século XII e perdida durante a Grande Guerra Patriótica, é um símbolo espiritual do país. Além disso, o símbolo da Bielorrússia é o bisão, que vive na Floresta Białowieża. Também aparece nos símbolos do Oblast de Brest. Mais dois símbolos não oficiais são a cegonha branca e a centáurea.

### Galeria

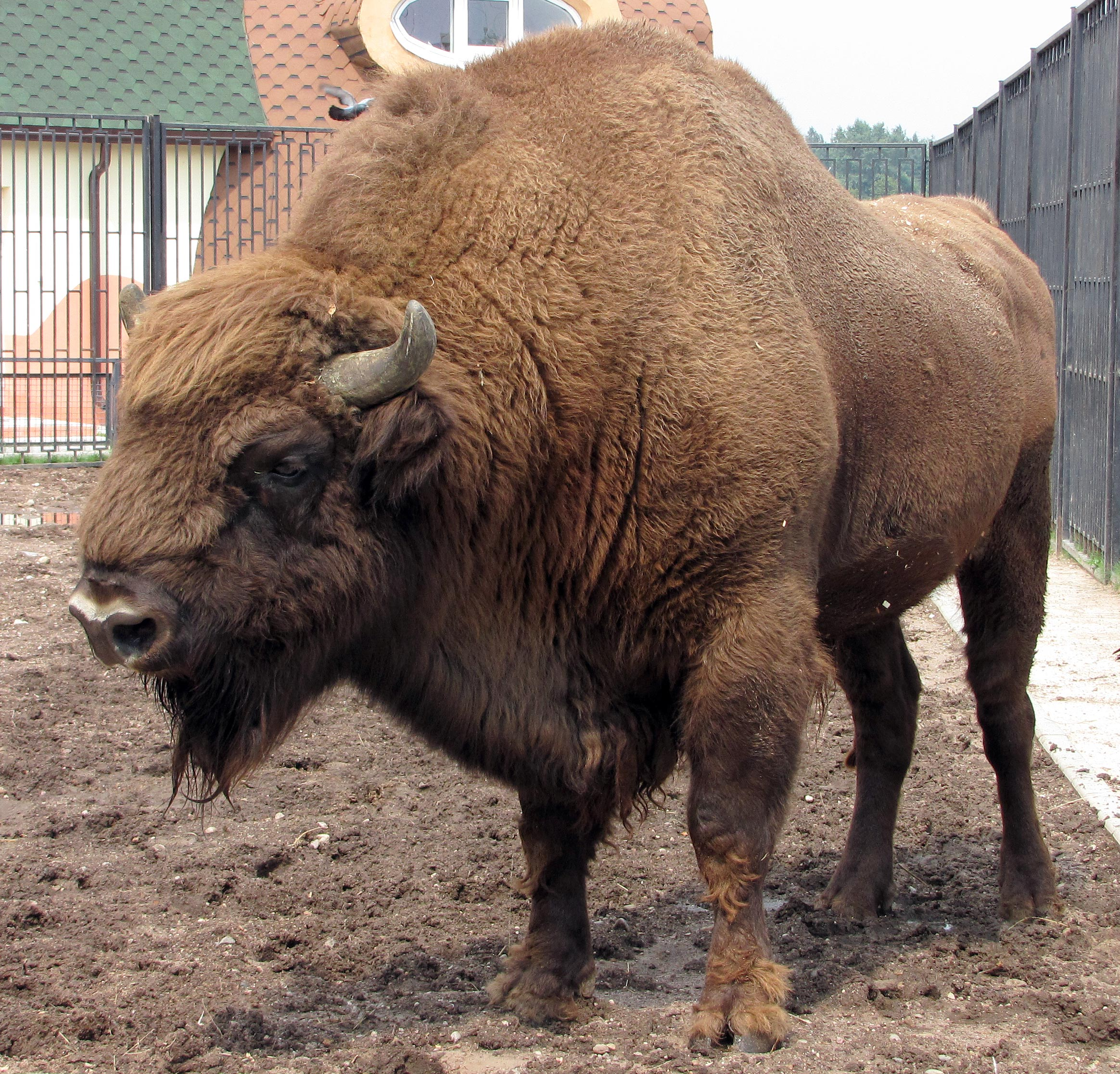
Bisão macho no zoológico de Minsk.
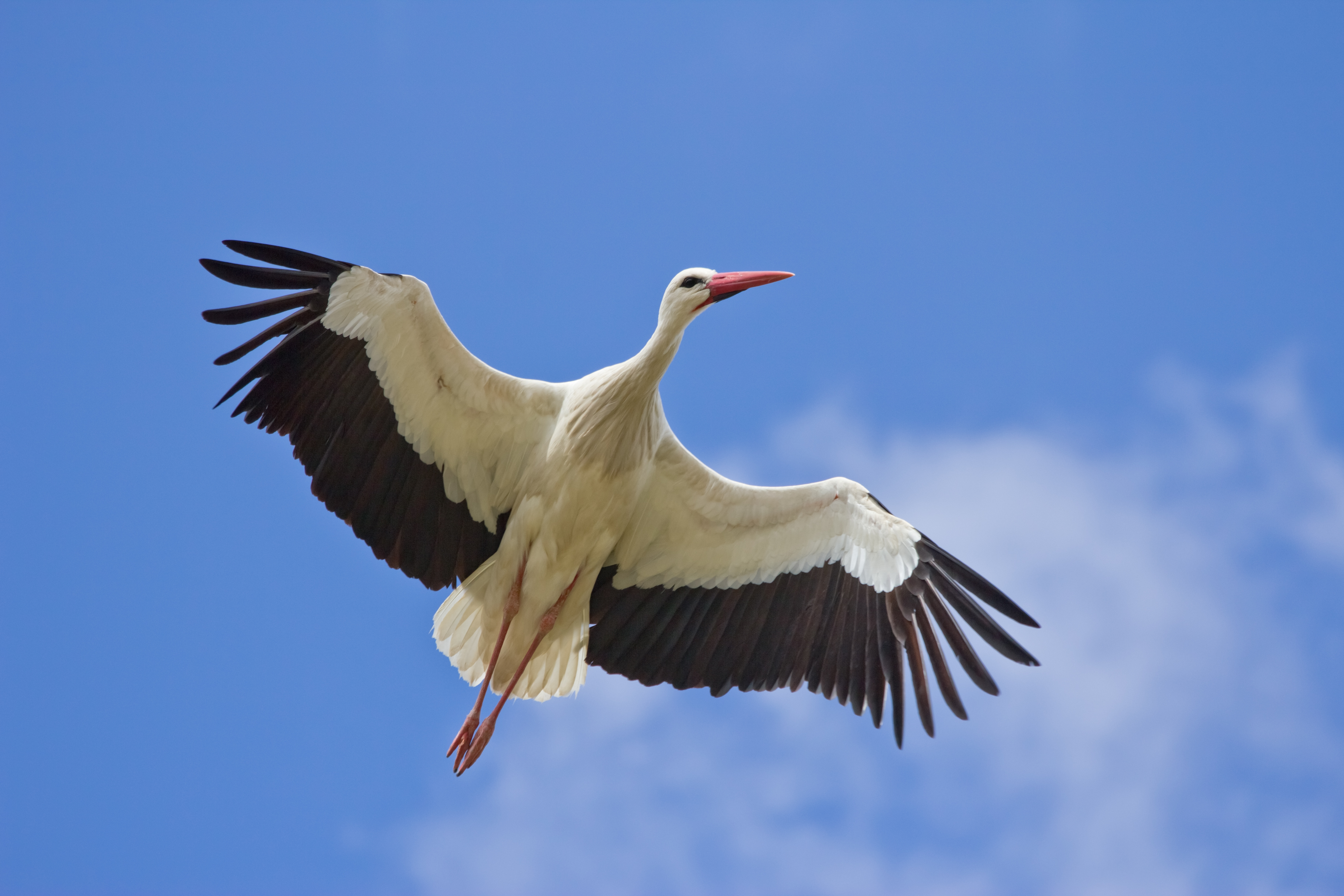
Cegonha branca
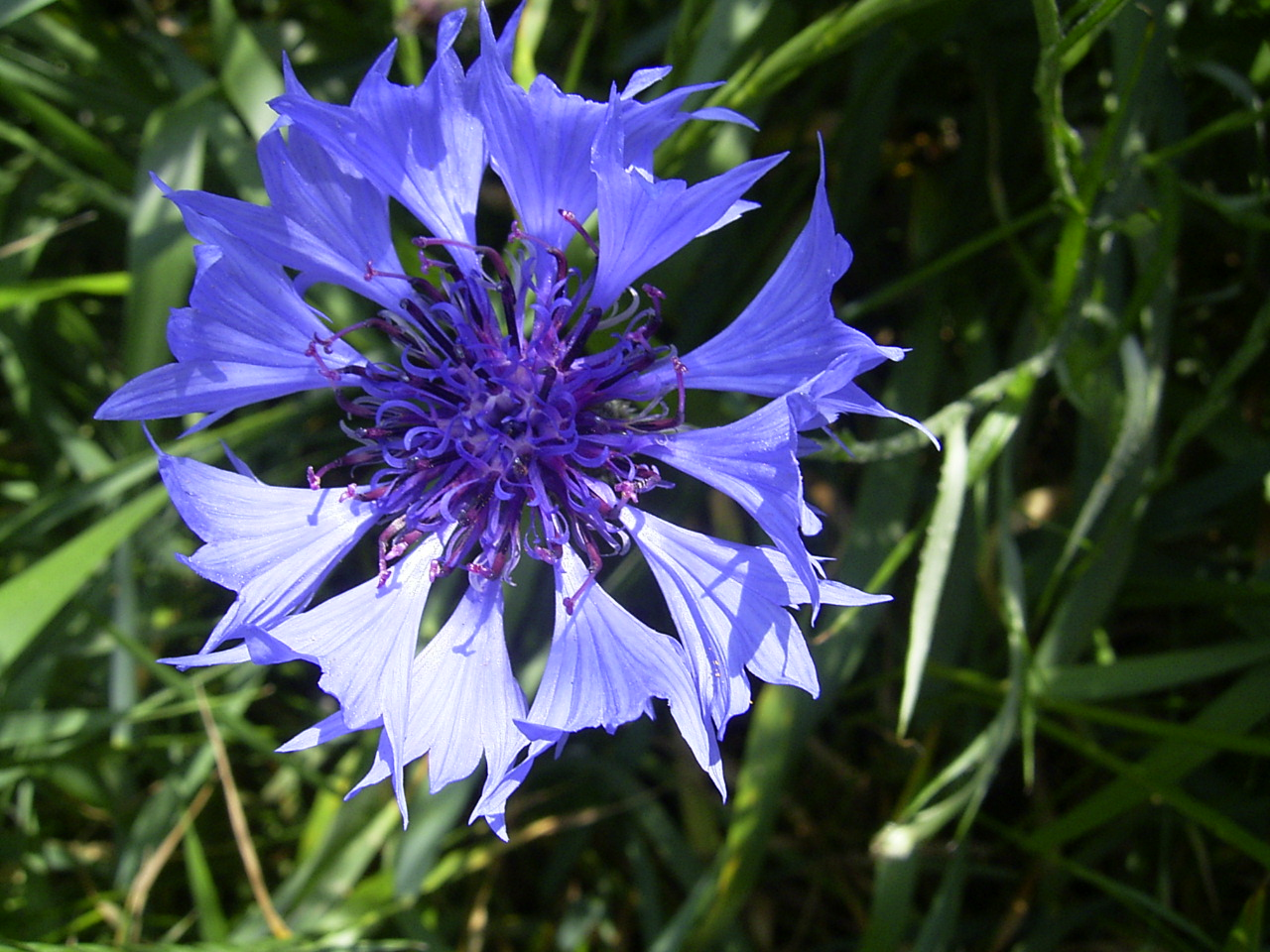
Centaurea
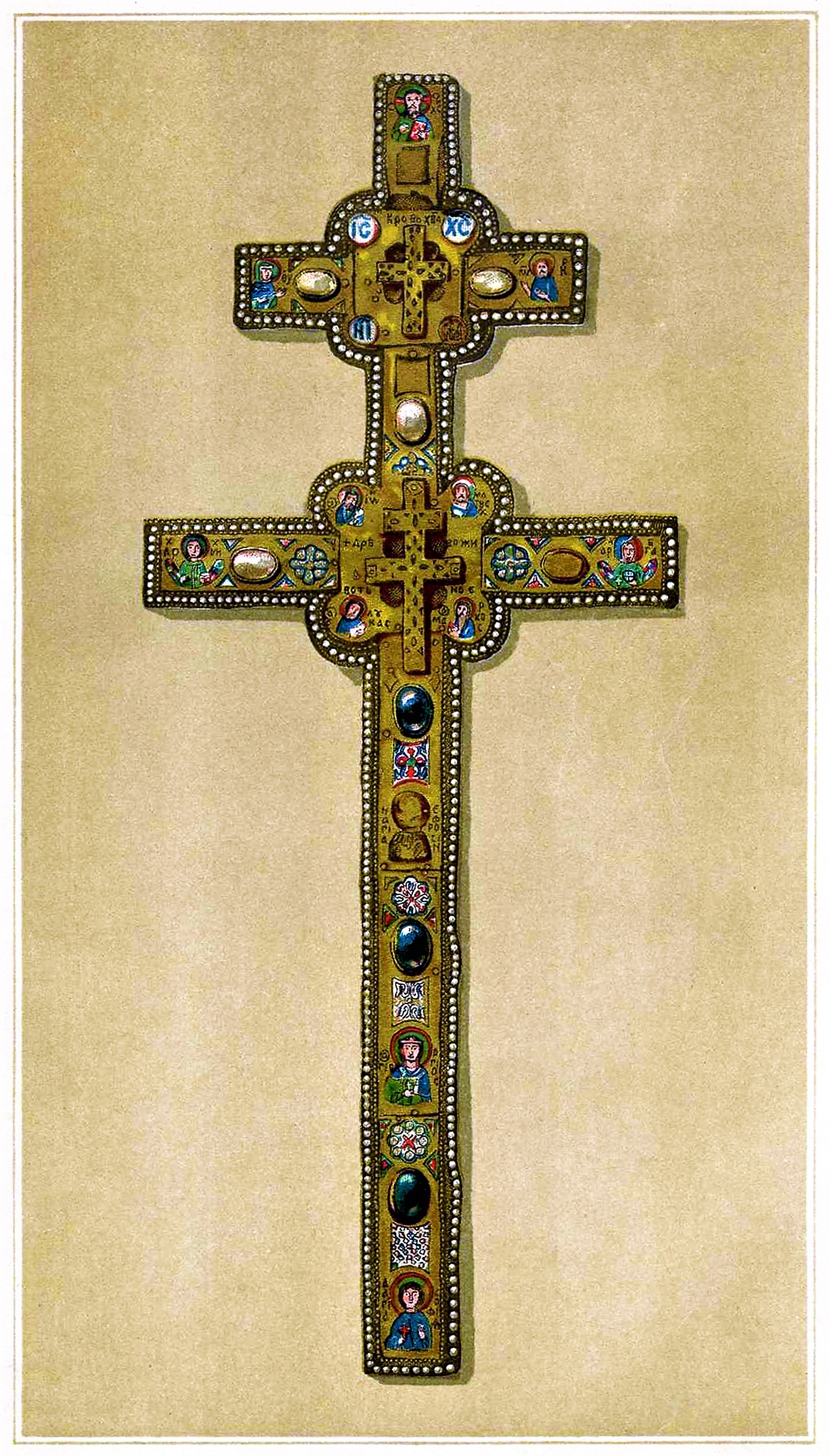
Cruz de Santa Eufrosina